# Dịch Luân
Dịch Luân (chữ Hán: 奕綸; 28 tháng 7 năm 1790 - 9 tháng 6 năm 1836), Ái Tân Giác La, là một Tông thất của nhà Thanh trong lịch sử Trung Quốc.

## Cuộc đời
Dịch Luân sinh vào giờ Mùi, ngày 17 tháng 6 (âm lịch) năm Càn Long thứ 55 (1790), trong gia tộc Ái Tân Giác La. Ông là con trai thứ hai của Thành Quận vương Miên Cần, mẹ ông là Thứ thiếp Triệu thị (趙氏).
Năm Gia Khánh nguyên niên (1796), Lý Quận vương Miên Huệ qua đời, ông được triều đình cho làm con thừa tự của Miên Huệ và được tập tước Lý Thân vương đời thứ 4, nhưng Lý vương phủ không phải thừa kế võng thế, nên ông chỉ được phong làm Bối tử (貝子).
Năm thứ 14 (1809), tháng giêng, ông được tấn phong làm Bối lặc (貝勒).
Năm thứ 18 (1813), tháng 8, ông được vào Càn Thanh môn hành tẩu. Đến năm thứ 25 (1820), tháng 2, ông rời khỏi Càn Thanh môn.
Năm Đạo Quang thứ 5 (1825), tháng 4, ông lại phụng chỉ vào Càn Thanh môn hành tẩu.
Năm thứ 14 (1834), tháng 4, trở thành Tổng tộc trưởng của Chính Bạch kỳ (正白旗總族長).
Năm thứ 15 (1835), tháng 5, thụ chức Tán trật đại thần. Tháng 7 cùng năm, quản lý sự vụ của Giác La học (覺羅學). Đến tháng 8 cùng năm, ông bị hàng vị Bối tử (貝子).
Năm thứ 16 (1836), ngày 26 tháng 4 (âm lịch), giờ Dần, ông qua đời, thọ 47 tuổi. Sau khi ông qua đời, triều đình truy phục ông làm Bối lặc (貝勒).

## Gia quyến

### Thê thiếp

#### Đích Phu nhân
- Nguyên phối: Bác Nhĩ Tế Cát Đặc thị (博爾濟吉特氏), con gái của Nhất đẳng hầu Thường Đức (常德).
- Kế thất: Y Nhĩ Căn Giác La thị (伊爾根覺羅氏), con gái của Lang trung Trung Sơn (忠山).
- Tam kế thất: Bác Nhĩ Tế Cát Đặc thị (博爾濟吉特氏), con gái của Nhị đẳng hầu Thành Đức (成德).

#### Thứ thiếp
- Bì thị (皮氏), con gái của Lục Thập Ngũ (六十五).
- Đồng thị (佟氏), con gái của Tá lãnh Đồng Ngọc (佟玉).
- Mã thị (馬氏), con gái của Mã Tuấn Đức (馬俊德).
- Hoàng thị (黃氏), con gái của Hoàng Đức (黃德).
- Phú thị (富氏), con gái của Phú Thường Thanh (富常清).

### Hậu duệ

#### Con trai
1. Tái Dong (載鎔; 1810 -1810), mẹ là Đích Phu nhân Bát Nhĩ Tế Cát Đặc thị. Chết yểu.
2. Tái Trấn (載鎭; 1812 - 1815), mẹ là Đích Phu nhân Bát Nhĩ Tế Cát Đặc thị. Chết yểu.
3. Tái Côn (載錕; 1817 - 1817), mẹ là Thứ thiếp Bì thị. Chết yểu.
4. Tái Kính (載鏡; 1817 - 1819), mẹ là Thứ thiếp Đồng thị. Chết yểu.
5. Tái Đậu (載鋞; 1818 - 1818), mẹ là Thứ thiếp Bì thị. Chết yểu.
6. Tái Ngữ (載鋙; 1819 - 1847), mẹ là Thứ thiếp Bì thị. Được phong làm Phụ quốc Tướng quân (輔國將軍) kiêm Tam đẳng Thị vệ. Có một con trai.
7. Tái Toại (載鐩; 1819 - 1820), mẹ là Đích Phu nhân Bát Nhĩ Tế Cát Đặc thị. Chết yểu.
8. Tái Hoàn (載鐶; 1823 - 1825), mẹ là Thứ thiếp Đồng thị. Chết yểu.
9. Tái Cương (載鋼; 1823 - 1882), mẹ là Thứ thiếp Bì thị. Năm 1865 được cho làm con thừa tự của Bối lặc Dịch Khởi và được phong Phụng ân Trấn quốc công (奉恩鎮國公). Có bảy con trai.
10. Tái Phần (載鈖; 1825 - 1853), mẹ là Thứ thiếp Đồng thị. Năm 1836 được tập tước Lý Thân vương và được phong Bối tử (貝子). Có một con trai thừa tự.
11. Tái Hoa (載華; 1829 - 1888), mẹ là Thứ thiếp Phú thị. Năm 1845 được cho làm con thừa tự của Bối lặc Dịch Khởi và được phong Bối tử (貝子). Năm 1865 bị đoạt tước. Có một con trai.
12. Tái Hạc (載鶴; 1833 - 1884), mẹ là Thứ thiếp Mã thị. Được phong làm Phụng ân Tướng quân (奉恩將軍) kiêm Phó Đô thống (副都統). Có một con trai.
13. Tái Ải (載靄; 1835 - 1901), mẹ là Thứ thiếp Hoàng thị. Được phong làm Phụng ân Tướng quân kiêm Nhị đẳng Thị vệ. Có bốn con trai.